# 베르나르도 아레발로
세사르 베르나르도 아레발로 데 레온(스페인어: César Bernardo Arévalo de León, 1958년 10월 7일~)은 과테말라의 정치인, 외교관, 사회학자, 작가이며 제52대 대통령이다. 그는 미겔 가르시아 그라나도스에 이은 두 번째 해외 출신 대통령이며, 지미 모랄레스 전 대통령을 제치고 21세기 과테말라에서 최다득표수를 기록한 후보가 되었다.
1958년 우루과이 몬테비데오에서 후안 호세 아레발로 전 대통령과 그의 두 번째 아내 마르가리타 데 레온의 아들로 태어났다. 당시 부친 후안은 1954년 쿠데타 이후 우루과이에서 망명 생활을 하던 중이었다. 그의 가족은 두 살 때 우루과이를 떠났고, 그는 베네수엘라, 멕시코, 칠레에서 어린 시절을 보냈다. 15세가 되던 해 그는 부친의 고향인 과테말라시티로 돌아왔다.
예루살렘 히브리 대학교에서 사회학 학사 학위를 받았고, 네덜란드 위트레흐트 대학교에서 철학과 사회 인류학 박사 학위를 받았다.
1980년대에 외교관으로 외교부에 입사했으며, 1984년부터 1986년까지 이스라엘 주재 과테말라 대사관 영사, 1987년부터 1988년까지 참사관으로 근무했다. 1994년 라미로 데 레온 카르피오 대통령은 아레발로를 외무부 차관으로 임명했으며, 1년 간 재직했다. 1995년부터 1996년까지 알레한드로 말도나도 외무장관은 아레발로를 스페인 주재 과테말라 대사로 추천했고, 후안 카를로스 1세 국왕은 그를 스페인 대사로 임명했다.
아레발로는 2015년 오토 페레스 몰리나 대통령의 사임을 요구하는 시위에 참여했으며, 이후 아레발로는 씨앗당의 창립 발기인 중 한 명이었지만 2017년 당명을 씨앗운동으로 바꿨다. 2019년 대통령 선거에서 씨앗운동의 유력 후보로 거론되었으나 결국 불출마했다. 대신에 텔마 알다나가 후보로 선출되었으나, 석연치 않은 이유로 등록이 불발되었다. 아레발로는 대선과 동시에 치러진 총선에 국회의원 후보로 출마하여 당선되었으며, 2020년 1월 14일에 취임했다. 의원 시절에는 외교국방인권위원회에서 활동했다. 2023년 1월 22일, 2023년 대통령 선거의 씨앗운동 대통령 후보로 선출되었으며, 카린 에레라를 부통령 후보로 지명했다. 2월 16일 최고선거심판원에 공식적으로 대선 후보자로 등록되었다. 선거 운동 기간 동안 아레발로의 지지자들은 그의 이름 "베르나르도(Bernardo)"가 버니 샌더스의 원 이름인 "버너드(Bernard)"의 스페인어형임을 고려하여 그에게 "버니 삼촌"이라는 별명을 붙였다. 일자리 창출과 기후 변화 해결, 부패 척결과 치안 불안 해결을 공약했다.
4월 23일 프렌사 리브레(Prensa Libre)가 실시한 첫 번째 여론조사에서 0.7%의 지지율로 2위를 차지했고, 6월에는 2% 안팎을 맴돌았다.
1차 투표에서 그는 60만 표 이상 중 2위를 차지해 전 영부인이자 희망국민연대 후보인 산드라 토레스와 함께 결선투표에 진출했다. BBC 뉴스는 그가 2%의 낮은 지지율로 시작하여 결선에 진출했다는 점을 두고 "깜짝 진출"이라고 보도했다. 이후 8월 20일 결선투표에서 60% 대 39%의 득표율로 대통령에 당선되어, 2024년 1월 15일 과테말라 제52대 대통령으로 취임하였다.